# Fordham (Norfolk)
Fordham – wieś w Anglii, w hrabstwie Norfolk, w dystrykcie King’s Lynn and West Norfolk. Leży 63 km na zachód od Norwich i 124 km na północ od Londynu.
Miejscowość liczy 71 mieszkańców.